# Scherf (Odenthal)
Scherf ist ein Ortsteil in Oberodenthal in der Gemeinde Odenthal im Rheinisch-Bergischen Kreis. Er liegt an der Schallemicher Straße im Naturschutzgebiet Scherfbachtal.

## Geschichte
Der Eigenname Scherf ist entstanden aus scerio mit der Bedeutung Scharmeister (Schar (Profil): ein vorprofiliertes Blech zum Beispiel für Metalldachdeckungen) auf der Höhe. Scherf und Hochscherf gehörten ursprünglich zusammen und bildeten zusammen ein Rittergut.
Scherf wurde erstmals urkundlich erwähnt in einer Urkunde vom 1. Februar 1301. Dabei geht es um einen „Engelbert von Scherf“.
Die Topographia Ducatus Montani des Erich Philipp Ploennies, Blatt Amt Miselohe, belegt, dass der Wohnplatz 1715 als drei Höfe kategorisiert wurde und mit o. Scherf (Oberscherf) bezeichnet wurde.
Carl Friedrich von Wiebeking benennt die Hofschaft auf seiner Charte des Herzogthums Berg 1789 als Scherven. Aus ihr geht hervor, dass Scherf zu dieser Zeit Teil von Oberodenthal in der Herrschaft Odenthal war.
Unter der französischen Verwaltung zwischen 1806 und 1813 wurde die Herrschaft aufgelöst. Scherf wurde politisch der Mairie Odenthal im Kanton Bensberg zugeordnet. 1816 wandelten die Preußen die Mairie zur Bürgermeisterei Odenthal im Kreis Mülheim am Rhein.
Der Ort ist auf der Topographischen Aufnahme der Rheinlande von 1824, auf der Preußischen Uraufnahme von 1840 und ab der Preußischen Neuaufnahme von 1892 auf Messtischblättern regelmäßig als Scherf verzeichnet.
| Jahr | Einwohner | Wohn- gebäude | Kategorie  | Bemerkung       |
| ---- | --------- | ------------- | ---------- | --------------- |
| 1822 | 47        |               | Ackergüter | genannt Scherve |
| 1830 | 54        |               | Ackergut   | genannt Scherve |
| 1845 | 62        | 11            | Ackergüter | genannt Scherve |
| 1871 | 63        | 14            | Hofstelle  |                 |
| 1885 | 60        | 17            | Wohnplatz  |                 |
| 1895 | 47        | 11            | Wohnplatz  |                 |
| 1905 | 52        | 10            | Wohnplatz  |                 |